# Tympanaltemperatur
Tympanaltemperatur ist die im Gehörgang am Trommelfell gemessene Körpertemperatur. Dieser Wert ist als Körperkerntemperatur zulässig, soweit keine anderen Methoden zur Verfügung stehen (Rektalsonde etc.), da er in der Nähe des Zentralnervensystems festgestellt wird. Die Genauigkeit ist umstritten.